# Larry Holmes
Larry Holmes (født 3. november 1949) er en amerikansk tidligere professionel sværvægtsbokser, der var aktiv i årene 1973 til 2002. Han voksede op i Easton i Pennsylvania, hvilket gav ham tilnavnet "The Easton Assassin" ('Dræberen fra Easton').
Holmes var indehaver af WBC's version af verdensmesterskabet i sværvægt fra 1978 til 1983 og af IBF's version fra 1983-1985. Var forsvarede sit verdensmesterskab 20 gange med succes, hvilket kun er overgået af Joe Louis (25 gange) og Vladimir Klitjko (22 gange). Holmes er en af kun fem boksere, der vandt over Muhammad Ali og den eneste bokser, der som professionel stoppede Ali.
Holmes vandt VM-titlen med en pointsejr over Ken Norton og tabte den til Michael Spinks i 1985. Han forsøgte forgæves at genvinde titlen mod Michael Spinks, men tabte med dommerstemmerne 1-2 i returkampen i 1986, hvorefter han trak sig tilbage. Han gjorde dog senere comeback, og forsøgte forgæves at vinde VM igen tre gange (mod Mike Tyson i 1988, Evander Holyfield i 1992 og Oliver McCall i 1995).
Holmes boksede sin sidste kamp i 2002.